# Metroid (videojuego)
Metroid (メトロイド Metoroido?) es un videojuego del género acción y aventura y la primera entrega de la serie de videojuegos de Metroid. Desarrollado en cooperación por Nintendo Research & Development 1 e Intelligent Systems, y distribuido internacionalmente por Nintendo, el juego fue lanzado inicialmente en 1986 para la Family Computer Disk System en Japón y para la Nintendo Entertainment System en Norteamérica y Europa en 1987. Fue relanzado para el Game Boy Advance en octubre de 2004, como parte de la serie NES Classics y tiempo después, apareció en la Consola Virtual de Wii para su descarga digital, a mediados de julio de 2007. Continuando el éxito comercial alcanzado por varios otros juegos que Nintendo publicó a inicios de la década de los 1980, la compañía comenzó a desarrollar Metroid junto a su «juego hermano»: Kid Icarus. La producción corrió a cargo de Gunpei Yokoi, y la dirección por Yoshio Sakamoto, mientras la composición de la banda sonora fue obra de Hirokazu Tanaka. Asimismo, durante 2004, el juego tuvo un remake titulado Metroid: Zero Mission, y salió a la venta para la Game Boy Advance; igualmente, durante ese mismo año, el juego fue relanzado para la ya mencionada portátil, junto con otros juegos como parte de la serie de juegos NES Classics. Cabe mencionar que el nombre del juego proviene de una contracción entre las palabras «metro» y «android», así como de las criaturas homónimas que aparecen en él.
El argumento se desarrolla en un planeta ficticio llamado Zebes, y se centra en las aventuras de Samus Aran, una cazarrecompensas contratada por la Federación Galáctica para que realice una misión de investigación en el planeta mencionado, para recuperar unas muestras de unos organismos llamados «Metroid». Dichas criaturas fueron robadas por los Piratas Espaciales, quienes planeaban utilizar a los Metroides como un arma biológica, clonándolos mediante rayos beta, en contra de todo ser vivo que se opusiera a sus ideales. 
El estilo de juego que posee Metroid se enfoca principalmente en la exploración y en la búsqueda de power-ups para incrementar el poder del personaje, y así poder entrar a áreas que anteriormente resultaban inaccesibles. Influido por múltiples juegos de la época, y la variedad de finales que ofrecía el juego, los cuales solo se podían desbloquear una vez que el jugador terminaba el título en un tiempo corto, ayudaron a que el sistema del speedrunning se volviera popular. De igual manera, Metroid fue elogiado por la crítica especializada por ser el primer videojuego en que la protagonista fuera una mujer. Por ello y otras razones, Nintendo Power calificó al juego como el 11.º mejor juego creado para cualquier consola hecha por Nintendo, mientras que en listas de estilo top 100, el juego llegó a ser considerado como 6.º mejor de la Historia por parte de Game Informer, y también adquirió el puesto 69.º en una lista similar realizada por Electronic Gaming Monthly.

## Argumento

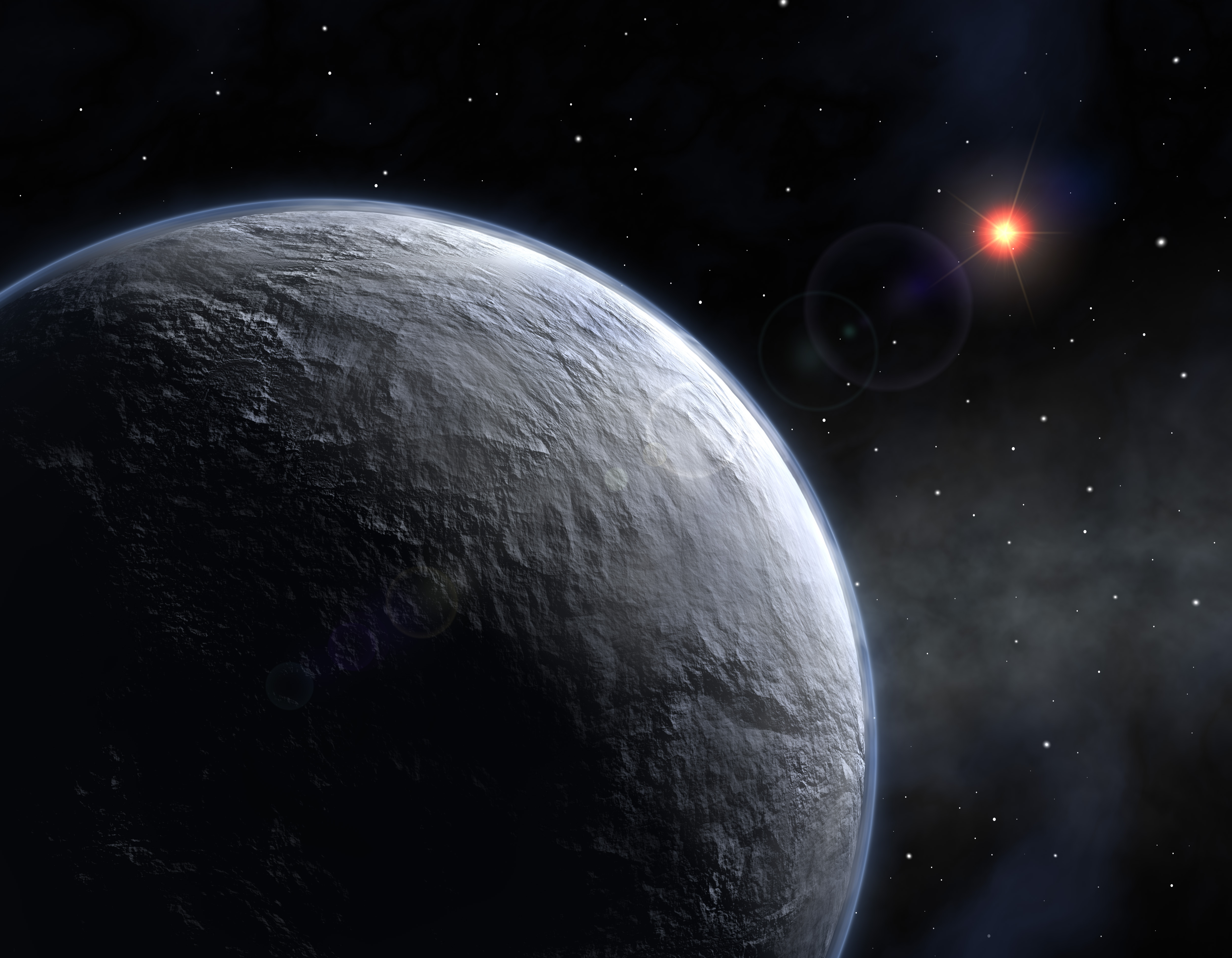
El planeta Zebes sirve como base de operaciones para los Piratas Espaciales, donde planean reproducir a los Metroides mediante rayos beta y utilizarlos como arma biológica. Sin embargo, una vez que Samus llega a dicho planeta, frustra sus planes al destruir a Mother Brain, la computadora principal de los Piratas. En la imagen, un planeta extrasolar.

Cronológicamente, Metroid ocupa el primer lugar dentro del universo ficticio de la serie. En el año 20X5, los Piratas Espaciales atacaron un velero de investigación que era propiedad de la Federación Galáctica, quien tomó algunas muestras de unos seres llamados «Metroid». Los Metroides, son unos peligrosos organismos flotantes, que pueden engancharse a cualquier otro tipo de ser vivo, y drenar toda su energía vital hasta matarlo. Los Piratas Espaciales tenían planeado clonar Metroides mediante rayos beta, y utilizarlos como un arma biológica en contra de toda criatura viva que se interpusiera en su camino. Mientras se encontraba buscando a los Metroides robados, la Federación Galáctica localizó la base de operaciones de los Piratas Espaciales, la cual radicaba en el planeta Zebes. Ante ello, la Federación los atacó, pero los Piratas resistieron, por lo que la misma tuvo que retirarse. Como último recurso, la Federación decidió enviar a un cazador de recompensas en solitario para penetrar en la base de los Piratas y destruir a Mother Brain, una forma de vida biomecánica que se encarga de controlar las defensas de la fortaleza de los Piratas. Tomando en cuenta a los mejores cazarrecompensas, Samus Aran es la elegida para cumplir dicha misión. En el manual se le refiere como un hombre: "Él es un ciborg: su cuerpo entero ha sido quirúrgicamente fortalecido con partes robóticas, dándole sus súper poderes".  Samus aterriza en la superficie de Zebes y se decide a explorar el planeta a través de diversas cuevas interconectadas. Ella pronto se topa con Kraid, un aliado de los Piratas, y después con Ridley, el comandante de los mismos; pero, Samus logra derrotar a ambos. Finalmente, la cazarrecompensas localiza y destruye a Mother Brain, pero tras su derrota esta activa un mecanismo de autodestrucción, lo que obliga a Samus abandonar rápidamente las instalaciones de los Piratas Espaciales, ya que esta termina por colapsarse.

## Sistema de juego

Esquema del mapa en Metroid

Metroid es un juego de acción y aventura en el que el jugador controla a Samus Aran en un entorno gráfico en dos dimensiones. El argumento se desarrolla en el planeta Zebes, un extenso y vasto mundo cuyas áreas están interconectadas mediante puertas y elevadores. Samus debe explorar las cuevas que posee el planeta y poder derrotar a los Piratas Espaciales. Al inicio del juego, ella posee una pistola débil como única arma, además de la capacidad de saltar. El jugador debe aventurarse en diferentes áreas y recolectar power-ups que pueden mejorar las habilidades de Samus, así como a su traje y su armamento, lo cual garantiza que se tenga acceso a otro tipo de secciones que anteriormente resultaban inaccesibles. De entre los power-ups que se incluyen en el juego, destaca la Morph Ball —«morfósfera» en español—, la cual le permite a Samus enrollarse en una pequeña pelota y poder adentrarse en los túneles de Zebes, y poder utilizar las bombas; el Screw Atack —«ataque espiral»— es un movimiento similar a un salto mortal que puede destruir a los enemigos que interponen en su camino. Además de los enemigos comunes, Samus se topa varias veces con ciertos jefes que ella necesita derrotar para poder avanzar. Si el jugador mata a un enemigo normal, este puede soltar energía o municiones, en tanto que si derrota a un jefe, Samus incrementa su capacidad para llevar municiones, además de que se desbloquea la puerta para acceder al final de cada área.
Nintendo intentó incluir a Metroid dentro de un universo ficticio separado de otros juegos haciéndolo un título basado en la aventura no lineal, en la que la exploración debía ser una parte importante del sistema de juego. El juego obligaba al jugador regresar a escenarios ya visitados para poder continuar con la travesía, haciendo que la pantalla retrocediera hacia la izquierda así como también a la derecha, de manera similar a como lo hacían múltiples juegos contemporáneos. Este elemento, llamado backtraking (en español: «retroceso»), fue todo un concepto innovador en aquella época. Metroid también es considerado como uno de los primeros juegos en estimular una sensación de desesperación y soledad en el jugador. Siguiendo los pasos de The Legend of Zelda, Metroid fue uno de los pioneros en incluir la idea de conseguir diversos objetos para incrementar la energía y potencial del personaje, y con ello, poder avanzar a lo largo del juego. Durante esa época, los juegos sólo incluían power-ups que incrementaban el poder de los personajes, pero solo por un tiempo limitado y estos no eran indispensables para terminar la aventura, como lo era el «Power Shot» de Gauntlet y el Starman de Super Mario Bros.. Sin embargo, en Metroid, estos objetos, una vez que son conseguidos, se ajustan permanentemente al personaje hasta que termine el juego; de hecho, en particular, los misiles son un elemento obligatorio para terminarlo.
Una vez que se derrota a Mother Brain, la jefa final, se le es mostrada al jugador una pantalla donde se indica cuánto tiempo le tomo llegar hasta ella. Metroid, fue también uno de los primeros juegos en ofrecer múltiples finales, puesto que contiene cinco en total. En los últimos tres de ellos, Samus aparece sin su traje, y por primera vez, se revela que es en realidad una mujer. Los múltiples finales que presenta Metroid, es uno de los aspectos que seducía a los jugadores a terminar el juego lo más rápido posible; tal hecho representa un estilo de juego, que comúnmente se le denomina como speedrunning. En Japón, el formato en disquete usado por el Disk System, permitía a los jugadores guardar tres partidas diferentes de Metroid, algo similar a los tres espacios libres que estaban disponibles en la versión americana de The Legend of Zelda. El uso de una batería interna para administrar los archivos de las partidas, fue algo que no se agregó al cartucho durante el lanzamiento internacional del juego. La versión americana utilizó un sistema de contraseñas, lo cual resultaba como un concepto nuevo dentro de los juegos de aquel tiempo, pues esta consistía en que el jugador debía ingresar una contraseña que podía contener hasta 24 caracteres, los cuales debían ser reingresados para que, una vez guardada la partida, se pudiera acceder a ella de nuevo. De igual manera, existían otros códigos que permitían alterar el sistema de juego; el código «Justin Bailey» permite al jugador controlar a Samus sin su Power Suit, mientras que el código «Narpas Sword» garantiza que Samus tenga municiones infinitas, salud inagotable, todos los poderes desbloqueados, y una versión modificada del «Ice Beam» —«rayo de hielo»—.

## Desarrollo
| Diseño de personajes  | Hiroji Kiyotake                                                    |
| Director              | Yoshio Sakamoto                                                    |
| Ilustrador            | Masanori Suto                                                      |
| Jefe de programación  | Hai Yukami                                                         |
| Gráficos              | Hirofumi Matsuoka Yoshio Sakamoto                                  |
| Música                | Hirokazu Tanaka                                                    |
| Productores           | Gunpei Yokoi Hiroshi Yamauchi (ejecutivo) Makoto Kanoh (asistente) |
| Soporte técnico       | Takahiro Harada                                                    |
| Programador principal | Zaru Sobajima                                                      |
| Escenarios            | Makoto Kanoh                                                       |
| Director jefe         | Satoru Okada                                                       |
| Referencia            | [ 6 ]                                                              |

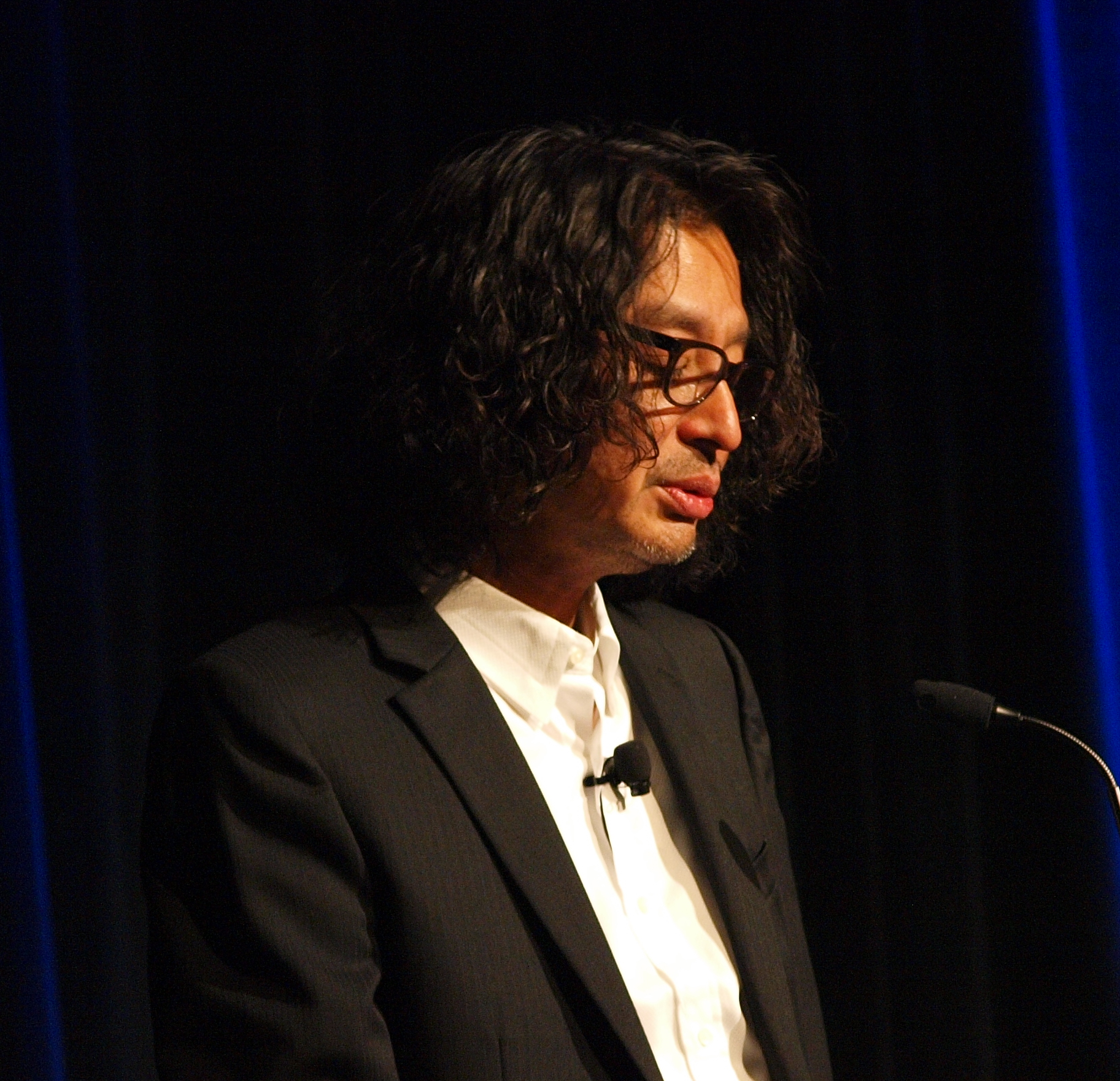
Yoshio Sakamoto (en la imagen), fue el director de Metroid, aunque antes de enfocarse en el desarrollo de dicho título, estuvo a cargo de otros proyectos como Donkey Kong Junior. Asimismo, él ha sido el responsable de dirigir la mayoría de los títulos posteriores de la serie.

Después de que Nintendo lanzara diversos juegos de plataformas durante la década de 1980 de los cuales la mayoría obtuvo un notable éxito comercial, como Donkey Kong, Ice Climbers y Super Mario Bros., así como el también bien recibido The Legend of Zelda, la compañía comenzó a trabajar en un juego de aventura, al cual lo nombraron como «Metroid»; dicho nombre deriva de las criaturas que aparecen en dicho título, así como de la contracción de las palabras «metro» —proveniente del sistema de transporte subterráneo— y «android» —«androide»—, de acuerdo a declaraciones hechas por Yoshio Sakamoto, el director del proyecto y que antes de desarrollar el juego había trabajado en el diseño de Donkey Kong Junior. En un principio el juego se llamaría Space Hunter, siendo Samus una "cazadora espacial".
El juego fue desarrollado en cooperación por Nintendo Research & Development 1 e Intelligent Systems, y fue producido por Gunpei Yokoi, quien con anterioridad, había colaborado en el desarrollo de Donkey Kong, Donkey Kong Junior y el original Mario Bros.. Asimismo, el juego contaba con la música de Hirokazu Tanaka, quien fue también el responsable de componer la banda sonora de Duck Hunt. A Makoto Kano se le encomendó la tarea de crear los personajes y los escenarios que aparecerían en el juego, mientras que Hiroji Kiyotake fue el designado para diseñarlos. Definido oficialmente como un juego de disparos en perspectiva lateral, Nintendo lanzó a la venta Metroid para la consola Family Computer Disk System el 6 de agosto de 1986 en Japón, y para la Nintendo Entertainment System ese mismo mes, pero en Estados Unidos. Adicionalmente, el título fue desarrollado al mismo tiempo junto a su «juego hermano»: Kid Icarus, el cual compartió varios de los elementos así como los desarrolladores con los que contó Metroid.
Tanaka describió que la producción del juego fue «como estar en un ambiente laboral bastante libre»; además, declaró que si bien él era el encargado de la banda sonora, también tuvo una cierta influencia en el diseño de las gráficas, así como también ayudó a nombrar las áreas del juego. Mientras se encontraba grabando la música de fondo para Metroid, Tanaka dijo que él quería hacer una melodía que hiciera sentir a los jugadores que podrían encontrar a un «organismo viviente», hacer que dicha sinfonía no fuera distinguible entre la música de fondo y los efectos de sonido. La única vez en la que el tema principal de Metroid es escuchado, es cuando se derrota a Mother Brain; esto último se hizo para darle al jugador una sensación de catarsis debido a su victoria frente al jefe final. Durante el resto del juego, ninguna otra melodía es presentada, porque Tanaka deseaba que la banda sonora no sonara con el tono «optimista» que otros juegos similares de la época poseían. En un momento durante el desarrollo del juego, un diseñador le preguntó a los demás: «Oigan, ¿no sería divertido que la persona que se encuentra dentro de ese traje, fuera en realidad una mujer?»; dicha idea fue incorporada posteriormente al juego. Si bien la película Alien (1979) nunca fue mencionada durante el desarrollo, el equipo dijo que había estado influido por la atmósfera del filme, en tanto que la serie de la misma ha sido también una de sus mayores inspiraciones. Sakamoto en una entrevista admitió tomar inspiración de dicha película y de H. R. Giger.

## Recepción y legado

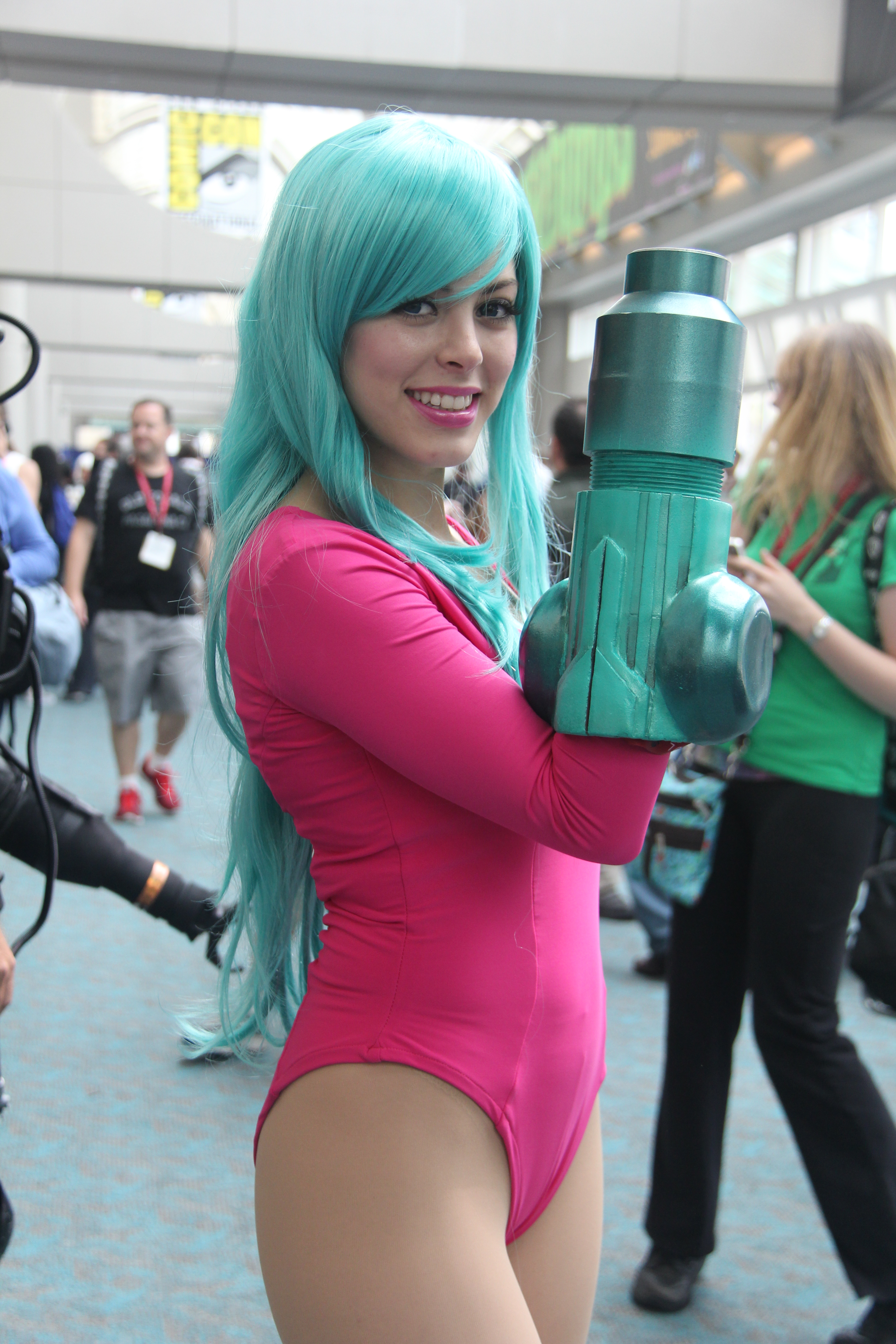
El hecho de que la protagonista, y la «persona dentro del traje» de Metroid fuera una mujer, fue algo que le impactó a la crítica pues, esto fue algo «revolucionario para su tiempo». Asimismo, para observar que Samus Aran es una mujer, el jugador debe acceder a uno de los cinco finales posibles que se encuentran en el juego. En la imagen, un cosplay de la personaje en su versión del juego de NES sin su Power Suit.

La versión de Metroid para la Nintendo Entertainment System, logró vender más de un millón de unidades en Norteamérica y más de dos millones y medio a nivel global. En la lista que realizó Nintendo Power en el año 2006, titulada como «Top 200 Games», la revista nombró a Metroid como el 11.º mejor juego hecho para cualquier consola de Nintendo. Dos años más tarde, dicha revista colocó al juego en la quinta posición de otra lista llamada «Lo mejor de lo mejor»; en ella, los editores describieron a Metroid como una combinación entre el sistema de juego basado en plataformas que se presenta en Super Mario Bros. y el aspecto enfocado a la exploración y la adquisición de objetos para mejorar las habilidades del personaje de The Legend of Zelda. En listas tituladas como «Top 100 Games», el juego obtuvo la posición n.° 69 dentro de la realizada por Electronic Gaming Monthly durante 2003, en tanto que llegó a la sexta posición en la lista realizada durante 2001 por Game Informer; asimismo, la misma revista clasificó a Metroid una vez más bajo la posición n.° 7, aunque este lugar lo ganó durante 2009. En otra lista realizada por Game Informer, titulada esta vez como «The Top 200 Games of All Time», el juego ocupó el mismo lugar que en la lista de 2009; sin embargo, esta vez se comentó que Metroid «inició el concepto de la exploración abierta dentro de los videojuegos». El juego ha sido relanzado y publicado varias veces después de su lanzamiento original. Si se conecta el juego para Game Boy Advance, Metroid Fusion, con el título de Nintendo GameCube, Metroid Prime, mediante un cable especial, se puede desbloquear una versión completa de Metroid. Una versión emulada del juego, puede ser a su vez desbloqueada a manera de bonus, una vez que el jugador termina Metroid: Zero Mission. Un puerto para Game Boy Advance de Metroid, como parte de la serie NES Classics, fue lanzado a la venta en Japón el 10 de agosto de 2004, en América el 25 de octubre del mismo año y finalmente para Europa el 7 de enero de 2005. El juego también fue lanzado para la Consola Virtual de la Wii, el 20 de julio de 2007 para Europa, el 13 de agosto del mismo año para América y el 4 de marzo de 2008 en Japón. Un lanzamiento de Metroid está contemplado para la Nintendo 3DS. Dicho lanzamiento se tiene previsto junto con otros juegos de la Nintendo Entertainment System y de la Super Nintendo Entertainment System; una demostración técnica de dichos juegos, denominada como «Classic Games», estuvo disponible durante el evento E3 de 2010. El presidente de Nintendo of America, Reggie Fils-Aime dijo que estos títulos «no deberían ser considerados como remakes». Sin embargo, Shigeru Miyamoto declaró que dichos títulos bien podrían tener un potencial para «explotar las nuevas características con las que cuenta el 3DS y podrían tomar ventaja de sus novedosas aplicaciones».
En una reseña retrospectiva a cerca de la serie de Metroid, GameTrailers recalcó el impacto y el legado que el juego original tuvo dentro de la industria de los videojuegos. Los críticos de dicho sitio web, mencionaron que a partir de Metroid, los elementos de búsqueda y de descubrimiento son aspectos que han vuelto a la serie, en general, tan popular. Asimismo, señalaron que debido a que el juego contenía y combinaba varios «sprites detallados, diseños originales respecto a los mapas, y una intimidante banda sonora, [el título] generaba un ambientación sin igual y una atmósfera que pueden inducir al espectador en un estado casi claustrofóbico». También comentaron que la introducción de la «Morph Ball» («morfósfera» en español) en el primer juego de Metroid «cerró un sello indiscutible de frescura que permitió mantener de manera íntegra la experiencia [que la serie ofrece] así como a la franquicia en general»; añadieron también que les agradó la secuencia final del juego, la cual se presenta una vez que es derrotada Mother Brain, pues elogiaron el hecho de que cuando el jugador termina la aventura, y que debe salir del planeta Zebes en una carrera a contrarreloj, fue «un aspecto que nadie lo vio venir». Ellos agregaron que, el juego en sí trajo una «acción explosiva» hacia el Nintendo Entertainment System, así como un novedoso respeto hacia las protagonistas femeninas dentro de los videojuegos. Aunque tomando en cuenta que Metroid no fue el primer juego en ofrecer un mundo abierto en el cual se pudiera explorar libremente, ni fue el primer título en utilizar un sistema de juego basado en plataformas desde una perspectiva lateral, y ni mucho menos fue el primer juego en permitir a los jugadores aventurarse en nuevas áreas una vez que se hubieran adquirido nuevos ítems, Gamasutra elogió a Metroid «por ser, quizás, el primer videojuego en tomar todos esos elementos diferentes y mezclarlos rigurosamente hasta obtener una estructura homogénea dentro de su sistema de juego».
GameSpot, al momento de revisar la versión del juego para su adaptación a la NES Classic Series, comentó que si bien ya habían pasado más de 18 años desde su lanzamiento original, Metroid «simplemente no está a la altura de los estándares actuales de los juegos de acción y aventura»; por ello, el sitio web le calificó con una puntuación de 5.2 sobre 10, alegando que el juego fue «mediocre». Aunque IGN comentó que para la versión de la Consola Virtual de Wii, la presentación que ofrecía el juego, así como sus gráficos y su banda sonora, fueron «algo simples», los revisores se sintieron conformes debido a su «impresionante» sistema de juego; por ello, Metroid obtuvo una puntuación de 8.0 sobre 10 por parte del sitio de reseñas. Sin embargo, en la reseña que hizo GameSpot para la misma versión, se dijo que el juego tenía unos «diseños mal realizados sobre los cuartos de los niveles» y que «con frecuencia los gráficos tienden a parpadear». Empero, dicho sitio web se decepcionó ante el hecho de que Nintendo no le realizó ningún cambio substancial, además de que criticó específicamente el aspecto relacionado con la ausencia de una capacidad de guardado para la partida.
El estilo de juego que presenta Metroid, el cual se enfoca en la exploración y en la búsqueda de nuevos ítems que mejoren la capacidad del personaje principal para poder acceder a diversas áreas que antes de conseguirlos resultaban inaccesibles, fueron elementos que influyeron en otras series, de las cuales, las más notoria es la de Castlevania, y sus títulos relacionados con la posterior serie de Symphony of the Night. La revelación sobre que Samus es en realidad una mujer, fue algo que los críticos también elogiaron, pues pensaron que ese aspecto fue «innovador», ya que este fue un hecho que «hizo añicos la creencia sobre las mujeres, pues en una época donde los personajes femeninos se veían restringidos al papel de la princesa o de la damisela en apuros, el “juego de disparos que utiliza misiles” abrió camino a otro tipo de personajes como Chun-Li —de la serie de Street Fighter— y Lara Croft —de la serie de Tomb Raider—».
Años después del lanzamiento del Metroid original, una secuela del juego fue lanzada para la consola Game Boy, el cual recibe el nombre de Metroid II: Return of Samus; este título, al igual que su predecesor, obtuvo una buena recepción por parte de la crítica, aunque fue considerado como uno de los juegos de la serie, en «no tener esa chispa de carisma, la cual, en el anterior juego, sí la tuvo en su sistema de juego». Dentro de la cronología interna de la serie, el juego se sitúa poco después de los acontecimientos sucedidos en el juego de Wii, Metroid Prime 3: Corruption. Además, cabe señalarse, que se realizó un remake de Metroid, titulado Metroid: Zero Mission, el cual salió a la venta a inicios de 2004; en él, el sistema de juego se mantuvo similar al del original, pero los gráficos del título fueron mejorados para adaptarse de una manera adecuada a la consola portátil Game Boy Advance; sin embargo, el argumento que se presenta en esta entrega, es el mismo al del juego original, y este también recibió una buena puntuación por parte de la crítica, pues Metacritic le otorgó una puntuación del 89%.